# Широчани
Широча́ни — село в Україні, в Апостолівській міській територіальній громаді Криворізького району Дніпропетровської області.

## Географія
Село Широчани знаходиться на правому березі річки Кам'янка. На півдні межує з селом Михайлівка, на сході з селищем Жовте, на півночі з селом Катеринівка, та на заході з селом Бурлацьке.

## Економіка
- Молочно-товарна ферма.

## Визначні пам'ятки
Біля села в кургані було знайдено антропоморфну стелу часів енеоліту, що була розколота на декілька фрагментів, також знаходилась серед 4-х вапнякових плит закладу над впускним похованням. Стела була покладена край ями загостреним кінцем («головою») в бік поховання. З усіх боків стела була грубо оброблена. Її висота сягала 1,63 м, ширина «плечей» — 1,22 м, ширина нижньої частини — 0,82 м, товщина — 0,1-0,2 м.

## Релігія
В селі знаходиться Храм ікони Божої Матері "Живоносне Джерело" та громада Церкви Адвентистів Сьомого Дня.

## Населення
Згідно з переписом УРСР 1989 року чисельність наявного населення села становила 549 осіб, з яких 266 чоловіків та 283 жінки.
За переписом населення України 2001 року в селі мешкала 491 особа.

### Мова
Розподіл населення за рідною мовою за даними перепису 2001 року:
| Мова       | Відсоток |
| ---------- | -------- |
| українська | 92,29 %  |
| російська  | 7,51 %   |